# Pseudelaphe flavirufa
Pseudelaphe flavirufa is een slang uit de familie toornslangachtigen (Colubrinae) en de onderfamilie Colubrinae.

## Naam en indeling
De wetenschappelijke naam van de soort werd voor het eerst voorgesteld door Edward Drinker Cope in 1867. Oorspronkelijk werd de wetenschappelijke naam Coluber flavirufus gebruikt.
Het was lange tijd de enige soort uit het monotypische geslacht Pseudelaphe, tot in 2004 een tweede soort aan het geslacht werd toegekend. Deze soort; Pseudelaphe phaescens, werd al in 1952 beschreven als een ondersoort van Pseudelaphe flavirufa.

### Ondersoorten
De soort wordt verdeeld in drie ondersoorten die onderstaand zijn weergegeven, met de auteur en het verspreidingsgebied.
| Naam                            | Auteur       | Verspreidingsgebied                  |
| ------------------------------- | ------------ | ------------------------------------ |
| Pseudelaphe flavirufa flavirufa | Cope, 1867   | De rest van het verspreidingsgebied. |
| Pseudelaphe flavirufa matudai   | Smith, 1941  | Mexico (Chiapas)                     |
| Pseudelaphe flavirufa pardalina | Peters, 1869 | Mexico (Chiapas)                     |

## Verspreiding en habitat
Pseudelaphe flavirufa komt voor in delen van Midden-Amerika en leeft in de landen Mexico, Belize, Guatemala, Honduras en Nicaragua.
De habitat bestaat uit vochtige tropische en subtropische laaglandbossen en drogere tropische en subtropische bossen.

## Beschermingsstatus
Door de internationale natuurbeschermingsorganisatie IUCN is de beschermingsstatus 'veilig' toegewezen (Least Concern of LC).